# مارفين براون
مارفين براون (بالألمانية: Marvin Braun)‏ (11 يناير 1982 بلودفيغسبورغ في ألمانيا - ) هو لاعب كرة قدم ألماني في مركز الهجوم. لعب مع شتوتغارت كيكرز ونادي آوغسبورغ ونادي سانت باولي ونادي شتوتغارت وفي إف بي شتوتغارت الثاني ونادي أوسنابروك ونادي فوبرتال الرياضي.

## روابط خارجية
- مارفين براون على موقع قاعدة بيانات كرة القدم.إي يو (الإنجليزية)
- مارفين براون على موقع بيانات كرة القدم. دي إي (الألمانية)
- مارفين براون على موقع عالم كرة القدم.نت (الإنجليزية)